# Katherine Mayo

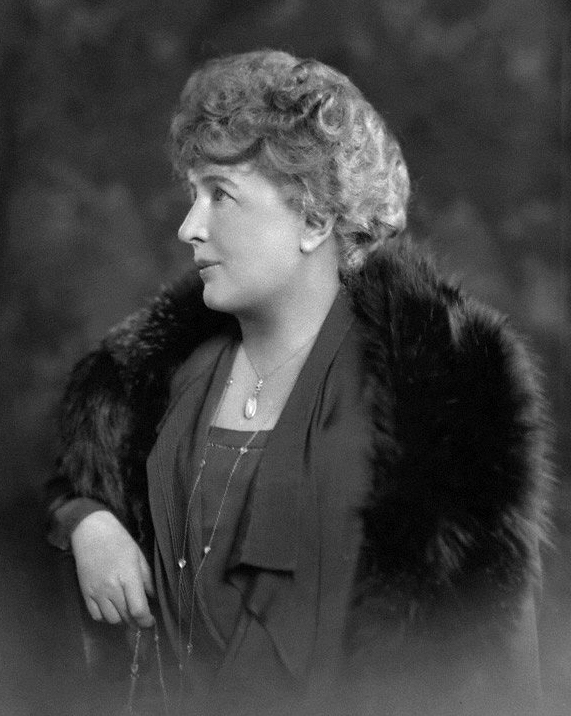
Katherine Mayo (1928)

Katherine Mayo (* 27. Januar 1867 in Ridgway, Pennsylvania; † 9. Oktober 1940 in Bedford Hills, New York) war eine US-amerikanische Schriftstellerin und Journalistin. Sie erlangte Bekanntheit vor allem durch ihr 1927 erschienenes polemisches Buch Mother India.

## Biographie
Mayo wurde in Cambridge und Boston privat erzogen.
1892 veröffentlichte das Life Magazine einen ersten Artikel von ihr. Als Pseudonym benützte sie zeitweise den Namen Katherine Prence. 1899 reiste sie, 32-jährig, mit ihrem Vater in die damalige holländische Kolonie Suriname und blieb dort acht Jahre lang. Die New-York Evening Post, Atlantic Monthly und Scribner’s Magazine nahmen Artikel von ihr über das Land an. Mayo handelte zudem mit ethnologischen Relikten und Insekten und verkaufte diese an Museen.
Mayo war, wieder in den USA, als Rechercheurin tätig. Sie half unter anderem Oswald Garrison Villard, Sr. von der New-York Evening Post bei der 1910 erschienenen Herausgabe seines Buches über John Brown. Villard, Pazifist, politischer Aktivist und in Wiesbaden geborener Sohn einer bekannten Suffragette und des Presse- und Eisenbahnmagnaten Henry Villard, unterstützte sie bei ihrer Arbeit und wirkte auf eine sozialreformerische Perspektive ihrer Veröffentlichungen hin.
1910 lernte Mayo M. Moyca Newell kennen. Die reiche Erbin wurde zu ihrer lebenslangen engen Freundin und Unterstützerin ihrer Bücher. Die beiden reisten für Recherchen zusammen um die Welt.
Mayos Justice For All (Gerechtigkeit für alle) wurde 1917 veröffentlicht und forderte eine Reform der Pennsylvania State Police. Theodore Roosevelt schrieb ein Vorwort für das Buch, das auch als Anstoß für die New York State Police gilt. Die US-amerikanischen Polizeikräfte waren damals insbesondere auf dem Land nur sehr schwach oder gar nicht vertreten. Die Schriften The Standard Bearers (Flaggenträger, 1918) und Mounted Justice (Gerechtigkeit zu Pferde, 1922) beschäftigten sich ebenfalls mit der Polizei.
1920 kam Mayos That Damn Y (das verdammte Ypsilon) heraus über angebliches Missmanagement der Young Men’s Christian Association (YMCA) bei der Versorgung der amerikanischen Truppen in Frankreich im Ersten Weltkrieg. 1925 sprach sie sich in The Islands of Fear (Inseln der Furcht) gegen die Unabhängigkeit der Philippinen aus. 1927 erschien ihr bekanntestes Buch Mother India.
Katherine Mayo wurde mit breiten Recherchen und einem polemischen Stil zu einer Vertreterin der Muckraker (Mistkratzer), einer Frühform des investigativen Journalismus. Ihre Veröffentlichungen standen zumeist in Zusammenhang mit Bürgerprotesten und politischen Bewegungen.

## Mother India(1927)
Ihr 1927 veröffentlichtes Buch Mother India führte zu einem literarischen Skandal auf drei Kontinenten. Mayo sprach sich darin gegen die indische Unabhängigkeitsbewegung aus und verdammte die hinduistisch geprägte Kultur des Landes, die Behandlung der Dalits und der indischen Frauen. Mayo konstatierte einen – in ihren Augen – zu intensiven Sexualtrieb indischer Männer als Kernproblem. Dieser führe zu Masturbation, Vergewaltigung, Homosexualität, Prostitution und Geschlechtskrankheiten, insbesondere zu frühem Geschlechtsverkehr und einem vorzeitigen Heiratsalter. Sie trat offensiv gegen die Kinderehe ein.
Eine Heraufsetzung des Heiratsalters auf 13 Jahre wurde bereits ab 1925 in Indien breit und kontrovers diskutiert. Mayos Buchveröffentlichung trug zu einem entsprechenden Gesetz bei. Gleichzeitig war die Autorin wegen ihrer Nähe zu den englischen Machthabern und ihrer rassistischen Untertöne sehr umstritten.
Mayo hatte sich auch für den US-amerikanischen Immigration Act of 1924 ausgesprochen, der die Einwanderung aus Asien unter rassische Gesichtspunkte stellte und sie vermindern sollte. Ihr Buch wurde in Indien samt einem Bild der Autorin verbrannt.
Eine der prominenten Entgegnungen auf das Buch war eine Rede von Muthulakshmi Reddi, der ersten weiblichen indischen Abgeordneten. Neben ihrer Kritik konstatiert diese auch, dass der Umgang mit Mayos Polemik die indische Frauenbewegung nachhaltig geprägt habe. Mahatma Gandhi sprach davon, dass Mayo – im übertragenen Sinne – den Zustand indischer Abwasserkanäle mit dem ganz Indiens gleichsetze. Zu den Antworten auf das Buch gehörten unter anderem Father India (1927); Sister India (1928); My Mother India (1930); A Son of Mother India Answers (1928); Long Live India: What a Son Has to Say About Mother and Father India (1932); An Englishman Defends Mother India (1932); The Truth About Mother India (1928); Unhappy India (1928); Mother India By Those Who Know Her Better than Miss. K. Mayo (1927); Miss Mayo’s Cruelty to Mother India (ohne Jahr) und Mother India Ka Jawab (The Reply to Mother India) (1928).
Die Kritik heutiger indischer Frauenrechtlerinnen wie Gayatri Chakravorty Spivak am Feminismus westlicher Prägung greift Positionen an, wie sie auch Mayo vertrat.

## Veröffentlichungen
- Justice to All: History of the Pennsylvania State Police (1917)
- The Standard Bearers: True Stories of Heroes of Law and Order (1918)
- That Damn Y (1920)
- Mounted Justice: True Stories of the Pennsylvania State Police (1922)
- The Isles of Fear: The Truth about the Philippines (1925)
- Mother India (1927)
- Mutter Indien, eingeleitet vom Verlag, übersetzt von Dora Mitzky, Frankfurter Societäts-Druckerei, Frankfurt am Main 1928, DNB 575042583; 3. Auflage 1930 mit Indischen Antworten ergänzt, OCLC 174426198.
- Slaves of the Gods (1929)
- Volume II (1931)
- Soldiers What Next! (1934)
- The Face of Mother India (1935)